# 5354 Hisayo
5354 Hisayo (1990 BJ2) là một tiểu hành tinh vành đai chính được phát hiện ngày 30 tháng 1 năm 1990 bởi S. Ueda và H. Kaneda ở Kushiro.